# Manius Curius Dentatus
Manius Curius Dentatus († 270 v.Chr.) was een Romeins militair en politicus uit het eerste kwart van de 3e eeuw v.Chr.

## Biografie
Op politiek vlak was hij een voorvechter van de belangen der plebejers. Hij was consul in de jaren 290, 275 en 274, en censor in 272 v.Chr. In dit laatste jaar begon hij met de bouw van Romes tweede aquaduct, de Anio Vetus.
Als militair beëindigde hij in 290 de Derde Samnitische Oorlog. Hij leidde ook persoonlijk de akkerverdeling in het door hem veroverde gebied van de Sabijnen, en door verbetering van de afwatering van de Lacus Velinus maakte hij het gebied van Reate tot vruchtbaar bouwland.
Andere belangrijke prestaties van hem zijn zijn overwinningen:
- op de Senones (in wier gebied hij de colonia Sena Gallica stichtte);
- op de Lucaniërs;
- op Pyrrhus, in 275 in de Slag bij Beneventum.

## Beoordeling
In de Romeinse literatuur werd Manius Curius Dentatus als een held geïdealiseerd in allerlei verhalen over zijn nederige afkomst, zijn onkreukbaarheid en zijn soberheid. In 1656 schilderde Govert Flinck voor de burgemeesterskamer in het stadhuis van  Amsterdam hoe hij weigert de geschenken van de Samnieten aan te nemen.